# Heuvelaardbei
De heuvelaardbei (Fragaria viridis) is een overwinterende groene, meerjarige, kruidachtige plant. De soort komt van nature voor in Eurazië en Noord-Amerika en is inheems in Wallonië. Het aantal chromosomen is 2n = 14.
De plant wordt 10-20 cm hoog. De stengel heeft dichte recht afstaande haren en bereikt dezelfde hoogte als de bladeren. De plant vormt weinig uitlopers. Het handvormig samengestelde blad bestaat uit drie elliptische deelblaadjes die aan de rand getand zijn en aan de onderkant dicht glanzend zilverachtig behaard. Het topblaadje is gesteeld de twee anderen zijn zittend.
De heuvelaardbei bloeit in mei en juni. De bloeiwijze bestaat uit 3-6, 15-20 mm grote bloemen. De schutbladen zijn vaak erg klein, ongetand en gereduceerd. De bloembodem is bezet met fijne lange haren. De vijf kelkblaadjes en vijf bijkelkblaadjes zijn tegen de rijpe vrucht aangedrukt en blijven bij het plukken meestal zitten. De vijf bloembladen zijn aanvankelijk groenachtig wit van kleur, maar ivoorwit bij volle bloei. De bloem heeft twintig meeldraden.
De zure vrucht is een schijnvrucht die ontstaat uit de uitgegroeide bloembodem. De eigenlijke vruchten (nootjes) zijn te herkennen als pitjes, die licht verzonken in het oppervlak zitten. Het nootje is rond, relatief hard en heeft weinig glans. De rijpe vrucht is meestal roodachtig of donkerrood van kleur, maar blijft in de schaduw vaak groen. Bij het plukken is een knakkend geluid hoorbaar.

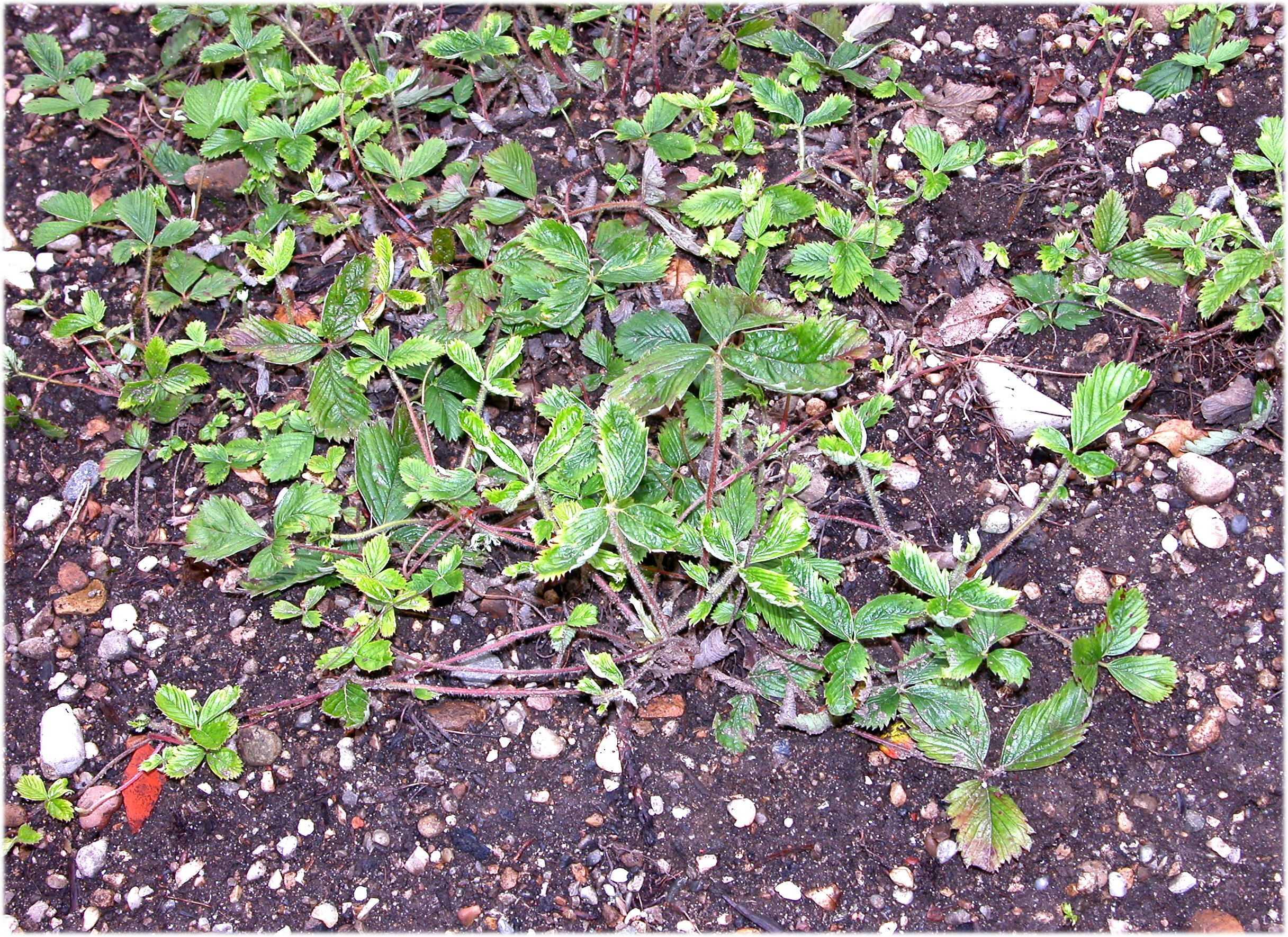
Plant
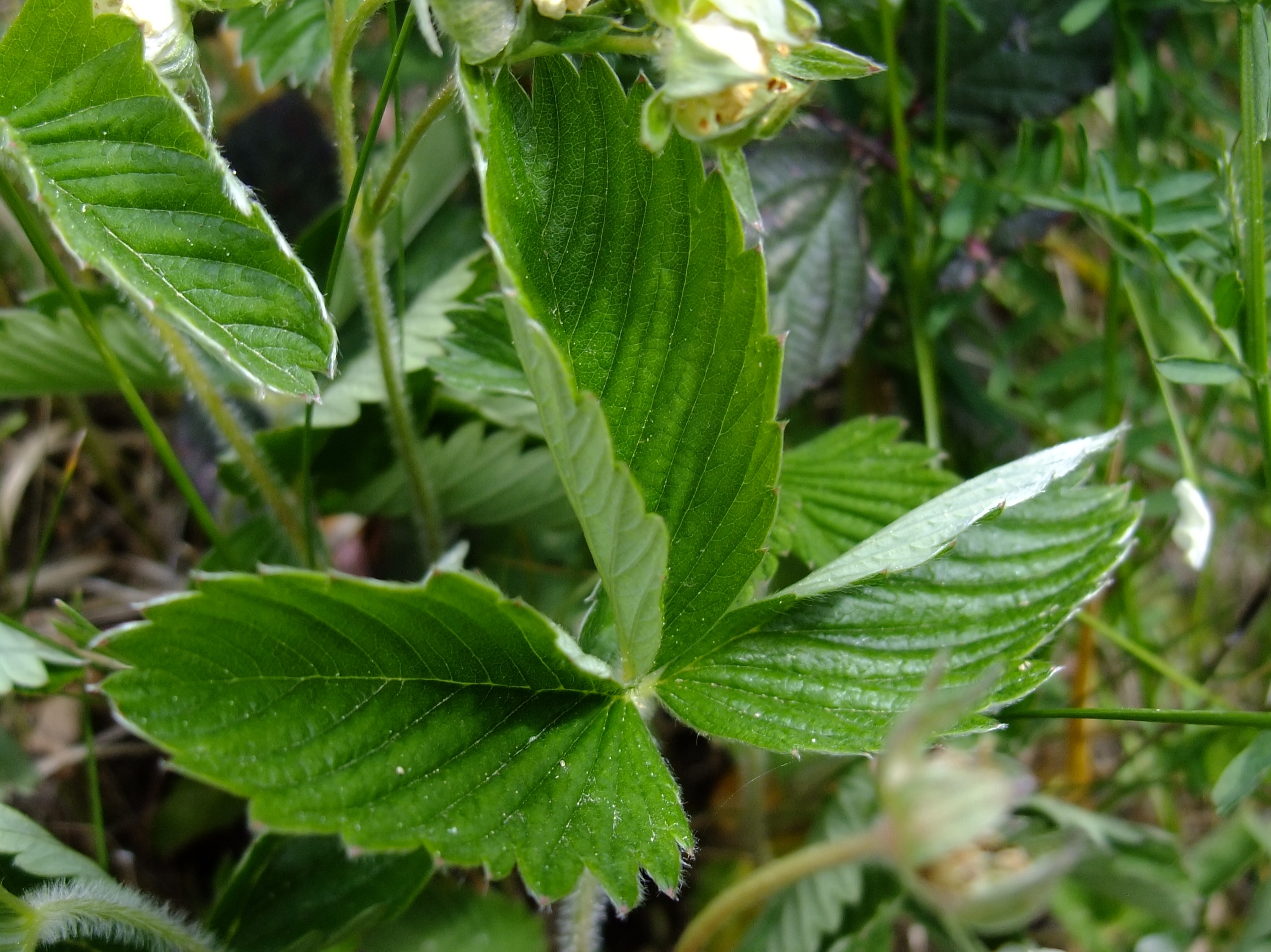
Blad
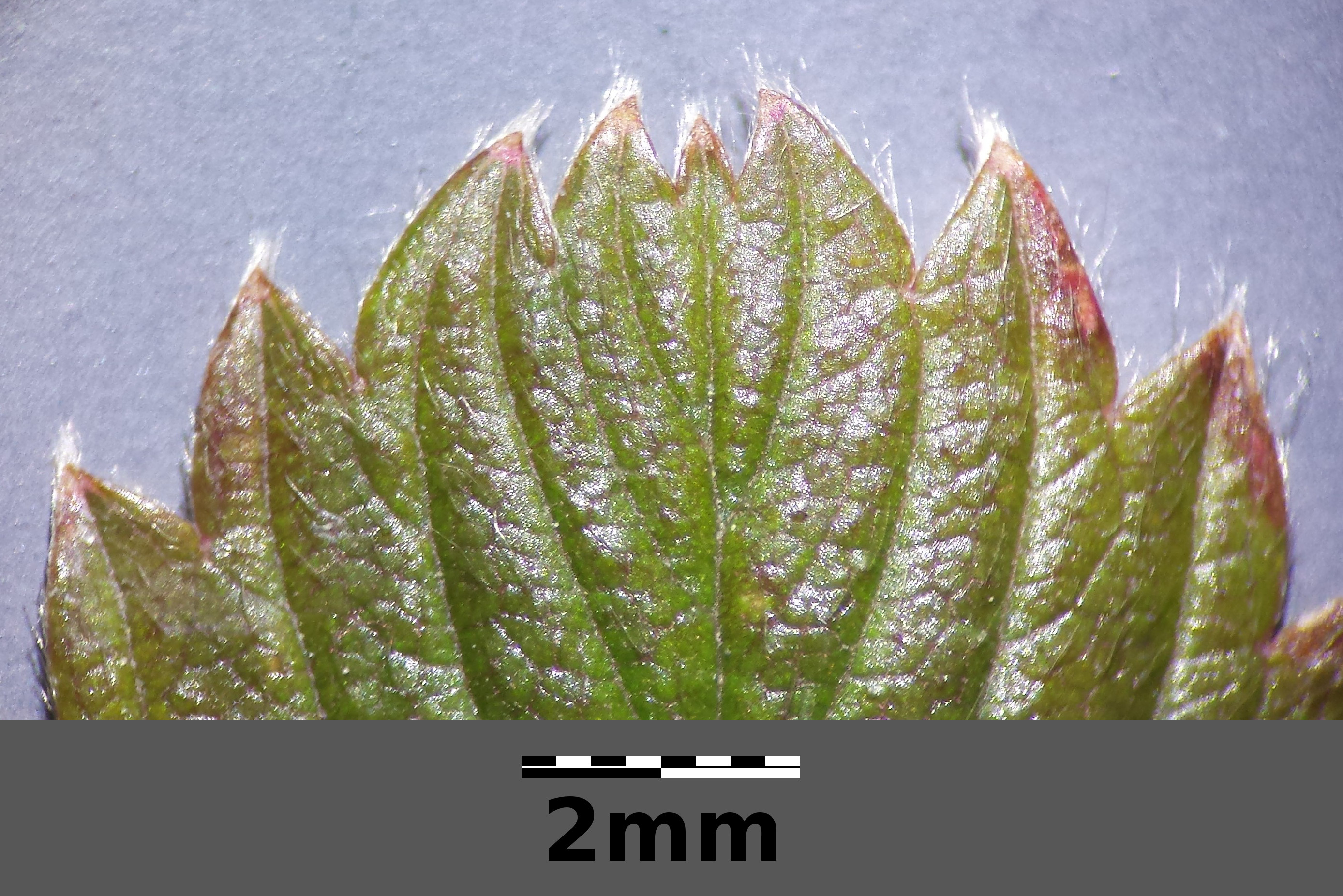
Bladrand
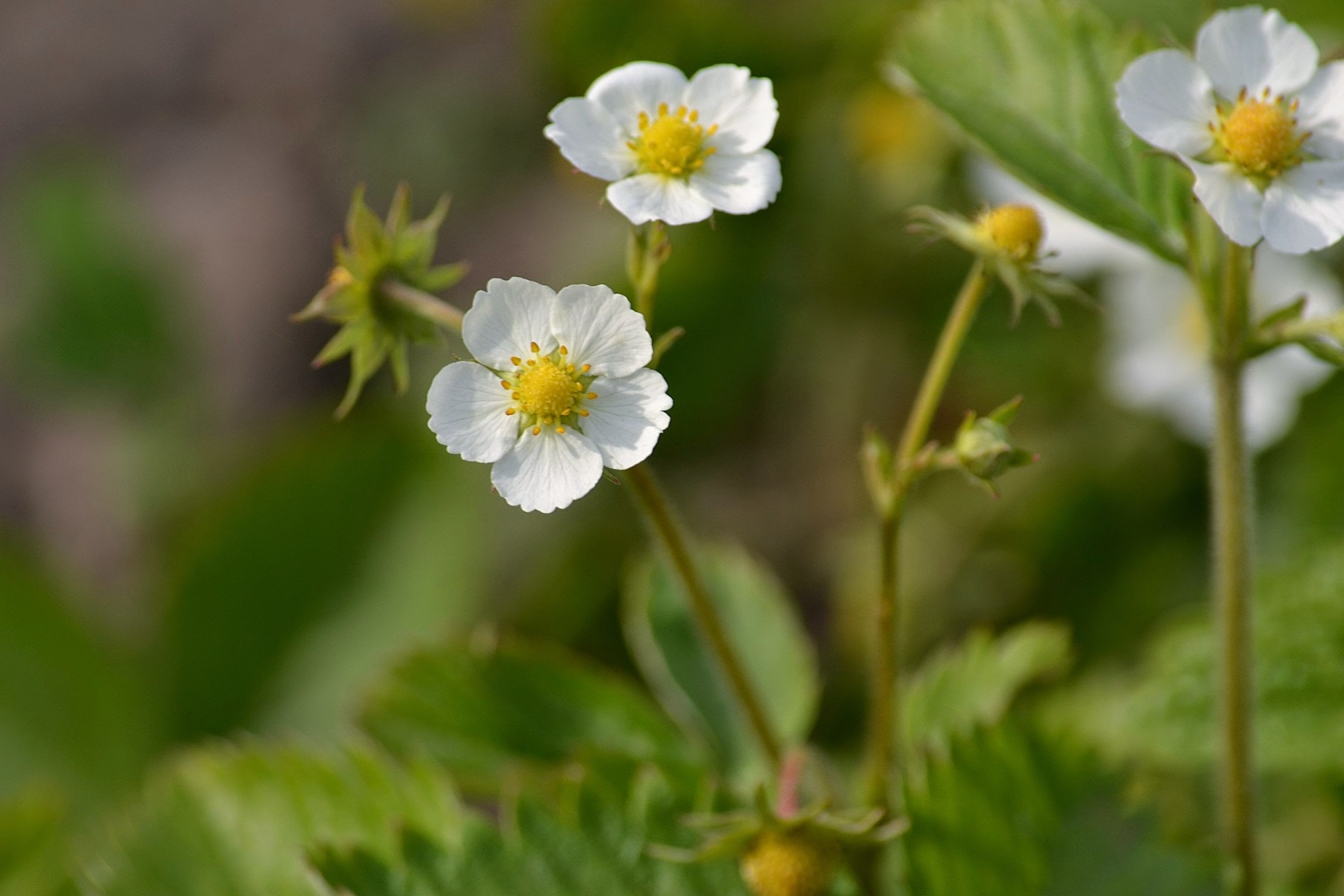
Bloeiwijze
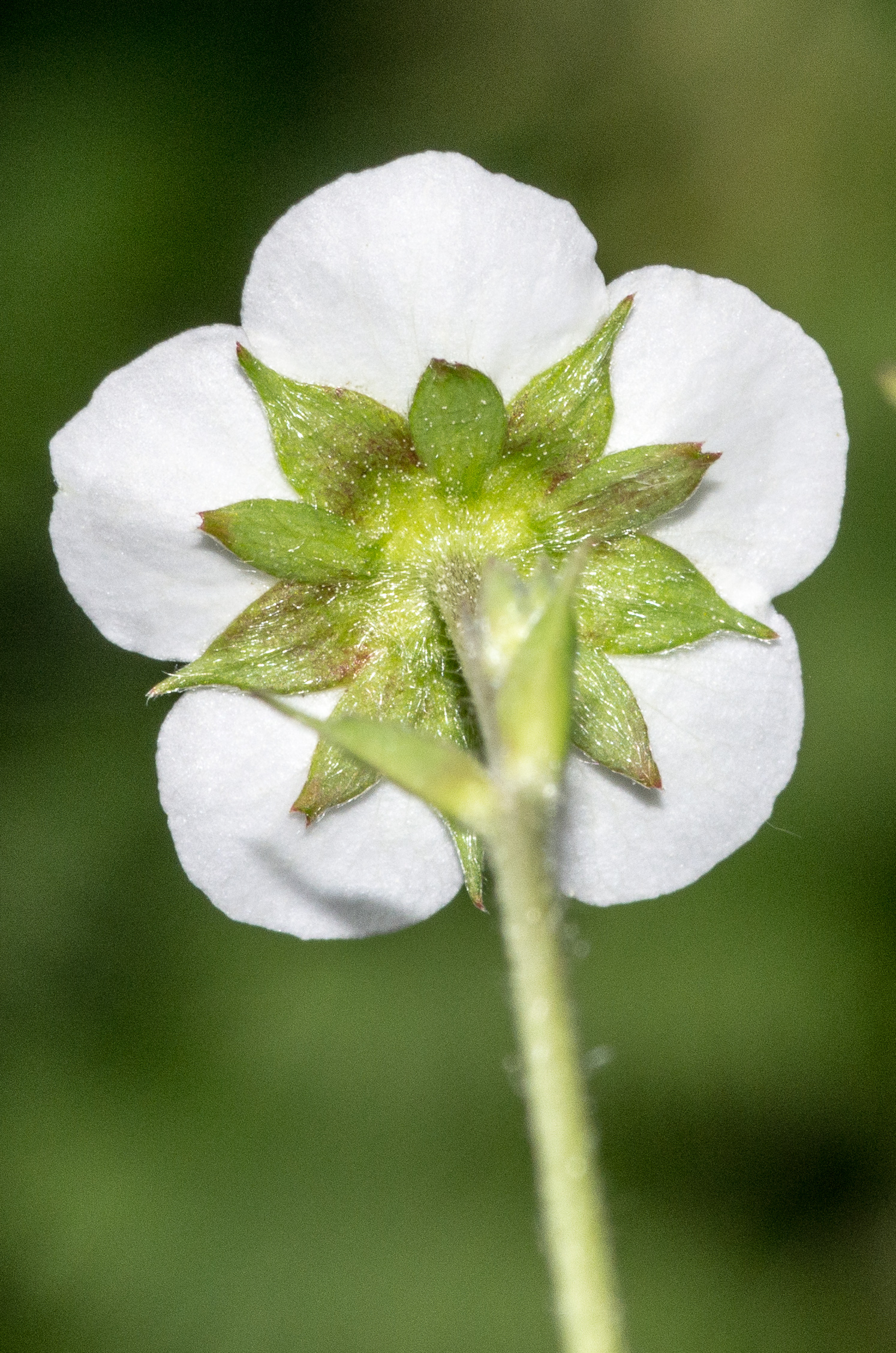
Kelk en bijkelk
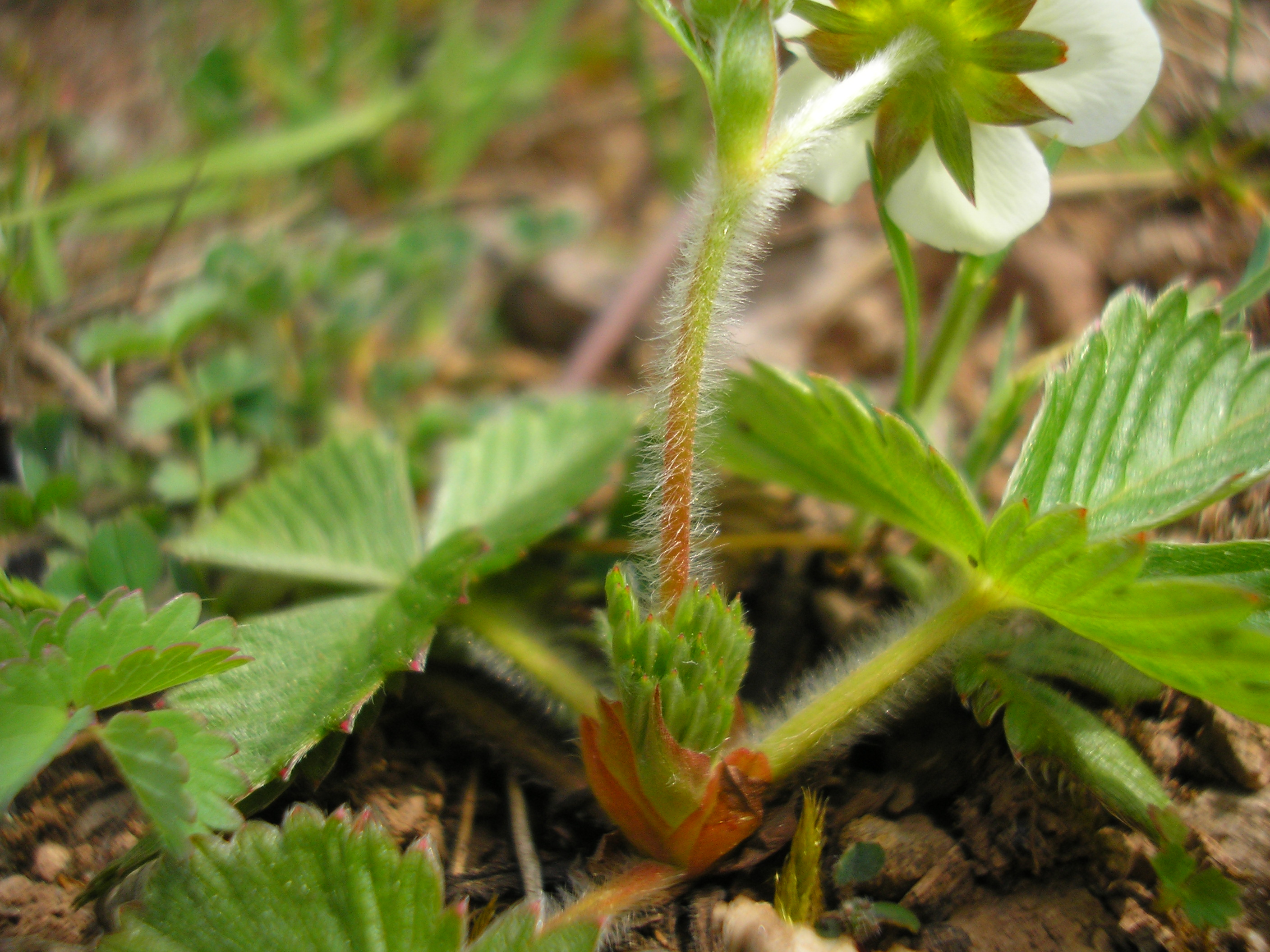
Behaarde bloeistengel

De heuvelaardbei komt voor op droge, kalkrijke grond in lichte loofbossen, bosranden en grasland.